# Памятник Льву Толстому (Москва, Поварская улица)
Памятник Льву Толстому на Поварской — памятник классику русской литературы, писателю Льву Толстому в парадном дворе так называемого «дома Ростовых» на Поварской улице в Москве.
Поварская улица — одна из наиболее сохранившихся старинных улиц центральной части города. Почти каждое здание здесь представляет значительную историческую ценность. Особняки в стиле эклектика и модерн, занятые иностранными посольствами, чередуются с доходными домами и старинными постройками в стиле ампир. Одной из таких построек является стоящий почти у самого Садового кольца «дом Ростовых», который, по легенде, послужил Льву Толстому прототипом для особняка героев его романа-эпопеи «Война и Мир».
Официально в краеведческой литературе этот дом называется «Усадьба Соллогуба (Городская усадьба князей Долгоруковых)», имеет номер 52/55 по Поварской улице и связан едва ли не с большинством знаменитых писателей XX века, поскольку именно здесь размещалось правление Союза писателей СССР.
На сегодняшний день эта организация давно утратила свой исключительный статус, здание заметно обветшало, его боковые крылья заняты ресторанами. Памятник Льву Толстому, стоящий перед зданием на оси парадные ворота — главный вход, с улицы практически не виден. Современным москвичам гораздо более известен масштабный памятник Льву Толстому на Девичьем поле, а историкам скульптуры — памятник Льву Толстому на Пречистенке, являвшийся частью Ленинского плана монументальной пропаганды.
Тем не менее, памятник на Поварской и по своей истории, и по художественному решению также представляет значительный интерес.
Памятник установлен в 1956 году. Он выполнен скульптором Г. Н. Новокрещеновой и является её главным произведением. Галине Новокрещеновой содействовал архитектор В. Н. Васнецов.
Памятник является даром писателей Украины московским писателям в связи с 300-летием воссоединения Украины с Россией.
Лев Толстой изображён сидящим в задумчивой позе. Он как бы оглядывает находящийся вокруг него парадный двор. Толстой одет в крестьянскую одежду, однако сидит в удобном, совсем не крестьянском кресле, буквально врастающим в сдержанный по оформлению пьедестал.